# Igreja de São Nicolau (Porto)
A Igreja de São Nicolau é uma Igreja, localizada na freguesia do mesmo nome, na cidade do Porto, em Portugal.
Com a necessidade de melhorar a administração da cidade do Porto, em finais do século XVI, a única freguesia então existente, a de Santa Maria da Sé, foi dividida em quatro pelo bispo do Porto, Marcos de Lisboa: Sé, Vitória, São Nicolau e São João Baptista de Belomonte, sendo esta última extinta e repartida entre Vitória e São Nicolau.
Inicialmente efectuados numa pequena ermida do século XIII os serviços religiosos da freguesia de São Nicolau tinham necessidade de um espaço maior tendo sido para isso demolida a ermida para dar lugar à Igreja de São Nicolau em 1671.
A Igreja de São Nicolau sofreu um incêndio em 1758. A sua reconstrução, concluída em 1762, em estilo misto neoclássico e barroco, é da autoria de Frei Manuel de Jesus Maria e foi executada durante o bispado de D. Frei António de Sousa.
No alto da fachada, encontra-se um frontão cortado por um nicho, com a imagem calcária do padroeiro. O interior do templo, de uma só nave, é coberto com abóbada em tijolo. O retábulo, em talha dourada rococó, é da autoria de Frei Manuel de Jesus Monteiro. O painel é do pintor João Glama.
Na sacristia, encontram-se várias obras de arte e valiosas peças de ourivesaria. Os arcazes, que vieram de Hamburgo, em 1817, têm os puxadores em bronze. Das peças de ourivesaria destacam-se um cálice do século XVI, com tintinábulos, uma píxide rococó, de prata, com legenda na base, um cálice em prata dourada, também rococó, e dois gomis com as respectivas salvas, do século XVIII, da autoria do ourives portuense Domingos Sousa Coelho.
Em 1832 foi acrescentado um adro gradeado para a protecção das sepulturas e em 1861 cobriu se a frontaria com azulejos.